# Estació d'Aguilar de Segarra
Aguilar de Segarra és una estació de ferrocarril propietat d'adif situada a l'oest de la població d'Aguilar de Segarra a la comarca del Bages. L'estació es troba a la línia Barcelona-Manresa-Lleida i hi tenen parada trens de la línia R12 dels serveis regionals de Rodalies de Catalunya, operat per Renfe Operadora. La infraestructura dona nom a un dels dos barris d'Aguilar de Segarra, l'Estació.
Aquesta estació de la línia de Manresa o Saragossa va entrar en funcionament l'any 1860 quan va entrar en servei el tram construït per la Companyia del Ferrocarril de Saragossa a Barcelona entre Manresa (1859) i Lleida. Està situada entre les estacions de Rajadell i Seguers - Sant Pere Sallavinera al punt quilomètric 282. Antiguament l'estació era anomenada Aguilar de Boixadors.
L'edifici de viatgers és de dues plantes i es troba a la dreta de les vies i andanes, mirant sentit Lleida. El 2007 Adif va licitar el contracte d'obres de rehabilitació integral de l'estació: impermebealització, rehabilitació de la façana, nova teulada, renovació de l'enllumenat, renovació andanes.
L'any 2016 va registrar l'entrada de menys de 1.000 passatgers.

## Serveis ferroviaris
| Rodalia de Lleida      |                                 |       |          |                           |
| Procedència/Destinació | <                               | Línia | >        | Procedència/Destinació    |
| Lleida Pirineus        | Seguers - Sant Pere Sallavinera |       | Rajadell | Terrassa Estació del Nord |